# Нововолынская № 1
Государственное открытое акционерное общество «Шахта „Нововолынская 1“» — угольная шахта во Львовско-Волынском угольном бассейне. Входит в Производственное объединение Государственное коммунальное хозяйство «Волыньуголь». 
Шахта Нововолынская № 1 была пущена в эксплуатацию в 1954 году с проектной мощностью 300 тысяч тонн в год. Установленная производственная мощность в 1991 г. — 352,7 тысяч тонн. В 2003 г. добыто 71 тысяч тонн угля.
В мае 2015 года министерство энергетики и угольной промышленности Украины приняло решение о ликвидации находящейся шахты "Нововолынская" № 1.
Шахтное поле вскрыто двумя вертикальными стволами глубиной 370 метров. Шахта отнесена к ІІІ категории по метану и опасна из-за взрывчатости угольной пыли. Отрабатывает пласты n7, n8 мощностью 0,7-1,2 м с углами падения 3-6 градусов. На очистных работах используются комплексы КМК-97 м, на подготовительных — комбайны ГПКС.

## Адрес
45400, ул. Шахтерская, 53, г. Нововолынск, Волынская область, Украина.